# Agnimitra
Agnimitra, död 141 f.Kr., var en indisk monark. Han tillhörde Sungadynastin, och var regerande monark av Sungariket mellan 149 f.Kr. och 141 f.Kr.